# Lijst van beelden in Dantumadeel
Dit is een (onvolledige) chronologische lijst van beelden in Dantumadeel. Onder een beeld wordt hier verstaan elk driedimensionaal kunstwerk in de openbare ruimte van de Nederlandse gemeente Dantumadeel, waarbij beeld wordt gebruikt als verzamelbegrip voor sculpturen, standbeelden, installaties, gedenktekens en overige beeldhouwwerken.
| Geplaatst | Omschrijving                         | Kunstenaar              | Straat                                            | Plaats         | Materiaal                                 | Afbeelding                                |
| --------- | ------------------------------------ | ----------------------- | ------------------------------------------------- | -------------- | ----------------------------------------- | ----------------------------------------- |
| 1936      | Bekeerlingenmonument                 | Jan Bosklopper          | Schwartzenberglaan                                | Broeksterwoude | Kalksteen op een achtergrond van baksteen | Kunstenaar: J. Bosklopper, 1936           |
| 1945      | Verzetsmonument                      |                         | Achterweg                                         | Damwoude       | hout, beton                               |                                           |
| 1955      | Keimpe Sikkema                       | Att Sikkema             | Eksterstraat / Vogelsang                          | Zwaagwesteinde | brons                                     | Kunstenaar: Att Sikkema, 1955 / 2006      |
| 1955      | Verzetsmonument                      | Ontwerper onbekend      | Spoorlaan                                         | Veenwouden     | baksteen,kalksteen                        | Ontwerper onbekend                        |
| 1956      | Doopvont                             | G.J. Adema              | Nederlands Hervormde Kerk                         | Damwoude       | kalksteen                                 | Doopvont (Damwoude)                       |
| 1961      | Koeien                               | Jentsje Popma           | OBS Dr. J. Botkeschool, Ds. Germsweg 3            | Damwoude       | kalkmortel                                | Koeien (Damwoude)                         |
| 1962      | De gelijkenis van de talenten        | Jan Frearks van der Bij | CBS De Wel, Meester Hamstraat 1                   | Damwoude       | keramiek                                  | Kunstenaar: Jan Frearks van der Bij, 1962 |
| 1971      | Gedenksteen klooster Klaarkamp       | Onbekende ontwerper     | Klaarkamsterweg                                   | Sijbrandahuis  | graniet                                   | Gedenksteen klooster Klaarkamp            |
| 1985      | Oorlogsmonument                      | David van Kampen        | Plantsoen aan de Haadwei                          | Damwoude       | hardsteen                                 | Kunstenaar:David van Kampen, 1985         |
| 1986      | Oorlogsmonument                      | Geert van der Bei       | Schoolstraat                                      | Zwaagwesteinde | marmer                                    | Geert van der Bei, 1986                   |
| 1988      | Westereender Keapman                 | Suze Boschma-Berkhout   | Rozenlaan / Noorder Stationsstraat                | Zwaagwesteinde | brons                                     | Kunstenaar: Suze Boschma-Berkhout, 1989   |
| 1997      | Oorlogsmonument                      | Onbekend                | Eijsingawei                                       | Rinsumageest   | steen                                     | Oorlogsmonument Rinsumageast              |
| 1998      | Verzameling verzamelingen            | Arnoud Holleman         | Gemeentehuis, Hynsteblom 4                        | Damwoude       | divers                                    | Verzameling verzamelingen                 |
| 1999      | Master Klok                          | Frans Ram               | Voorweg / Achterwei                               | Damwoude       | brons                                     | Kunstenaar: Frans Ram, 1999               |
| 2004      | Herder van de vrede                  | Oene van der Veen       | Centrum                                           | Driesum        | hout                                      | Kunstenaar: Oene van der Veen, 2004       |
| 2004      | Monument voor de cichoreiteelt       | David van Kampen        | Kooilaan                                          | Wouterswoude   | hardsteen                                 | Kunstenaar: David van Kampen, 2004        |
| 2004      | Monument voor Marianne Vaatstra      | Hans Jouta              | Noarder Stasjonsstrjitte                          | Zwaagwesteinde | brons                                     | Kunstenaar: Hans Jouta, 2004              |
| 2011      | De Valom                             | Martin Borchert         | Aan het fietspad tussen Zwaagwesteine en De Valom | De Valom       | kunststof en metaal                       | De valom                                  |
| 2015      | Groenpaviljoen                       | Merijn Vrij             | Koemarkt                                          | Veenwouden     | staal. larixhout, wilgentenen             | Merijn Vrij, 2015                         |
| 2018      | It Goddeloas Fiersicht               | Paul Edens              | De Sânjes, bij de Centrale As                     | Veenwouden     | Beton en zwerfkeien                       | Paul Edens, 2018                          |
| 2021      | Uitkijkpunt Ottema-Wiersma reservaat | Nyncke Rixt Jukema      | Koekoekspaad bij het natuurgebied Bûtefjild       | Veenwouden     | Hout en metaal                            | Uitkijkpunt Ottema-Wiersma reservaat      |
| Onbekend  | Zonder titel                         | Hepke van der Weg       | Gereformeerde Kerk, Skoallestrjitte 32            | Zwaagwesteinde | staal                                     | Hepke van der Weg                         |

Achtkarspelen ·
Ameland ·
Dantumadeel ·
De Friese Meren ·
Harlingen ·
Heerenveen ·
Leeuwarden ·
Noardeast-Fryslân ·
Ooststellingwerf ·
Opsterland ·
Schiermonnikoog ·
Súdwest-Fryslân ·
Smallingerland ·
Terschelling ·
Tietjerksteradeel ·
Vlieland ·
Waadhoeke ·
Weststellingwerf